# Dannemarie (Doubs)
Dannemarie – miejscowość i gmina we Francji, w regionie Burgundia-Franche-Comté, w departamencie Doubs. Nazwa miejscowości pochodzi od słów Domna Maria – "Panna Maria". 
Według danych na rok 1990 gminę zamieszkiwało 129 osób, a gęstość zaludnienia wynosiła 57 osób/km² (wśród 1786 gmin Franche-Comté Dannemarie plasuje się na 614. miejscu pod względem liczby ludności, natomiast pod względem powierzchni na miejscu 1009.).